# Lado Kralj
Lado Kralj (Franc Vladimir Kralj), slovenski literarni in gledališki kritik, teatrolog, dramaturg, urednik, pisatelj, prevajalec, * 27. marec 1938, Slovenj Gradec, † 12. december 2022.

## Življenjepis
Leta 1965 je diplomiral iz primerjalne književnosti in literarne teorije ter angleškega jezika s književnostjo na Filozofski fakulteti Univerze v Ljubljani, in tu doktoriral leta 1986 s tezo Pojem ekspresionizem v nemški in slovenski literarni vedi. Med letoma 1959 in 1961 je bil zaposlen kot novinar na RTV Slovenija, od 1967 do 1971 kot asistent dramaturgije na AGRFT v Ljubljani. Leta 1970 je bil soustanovitelj in prvi umetniški vodja eksperimentalnega Gledališča Glej, ob povratku iz ZDA, kjer je 1970/71 opravljal podiplomski študij, je ustanovil gledališče Pekarna (1971–77). Bil je zvezni selektor Festivala malih in eksperimentalnih gledališč  v Sarajevu (1975), predsednik žirije Borštnikovega srečanja v Mariboru (1986), predsednik žirije za Grumovo nagrado (do leta 1998). Med letoma 1978 in 1982 je deloval kot umetniški vodja Ljubljanske Drame,1982–1987 kot svobodni kulturni delavec. Od leta 1987 je bil zaposlen na Filozofski fakulteti v Ljubljani, kjer je leta 1992 postal izredni profesor primerjalne književnosti in literarne teorije. V študijskem letu 1998/99 je bil gostujoči profesor na moskovski Univerzi Lomonosov, v letu 2006/07 na Univerzi na Dunaju. Od oktobra 2005 je bil v pokoju.
Bil je sin Vladimirja Kralja. Poročen je bil z igralko Jožico Avbelj.

### Delo
Kraljeva tematska težišča so bila dramatika v svetovni literaturi od antike do danes ter lirika in proza v svetovni literaturi od začetka 19. stoletja do druge svetovne vojne, vsakič z močnim poudarkom na slovenskih besedilih. Njegovo raziskovalno delo je potekalo v dveh smereh: literarnozgodovinske (od fin de siècla v slovenski in svetovni književnosti do historičnega avantgardizma) in literarnoteoretske raziskave (teorija drame v slovenski in svetovni književnosti). Za svojo zbirko kratke proze Kosec koso brusi je leta 2010 prejel nagrado za najboljši literarni prvenec leta in leto kasneje še Dnevnikovo fabulo. Marca 2020 mu je Društvo gledaliških kritikov in teatrologov Slovenije dodelilo priznanje Vladimirja Kralja za življenjsko delo. Leta 2023 je bilo njegovo zadnje leposlovno delo, roman Ne bom se več drsal na bajerju, posmrtno nagrajeno s kresnikom.

## Izbrana bibliografija

### Leposlovje
- Kosec koso brusi (zbirka petih zgodb), Študentska založba, Beletrina, 2010
- Če delaš omleto, Študentska založba, Beletrina, Ljubljana, 2014
- Ne bom se več drsal na bajerju, Študentska založba, Beletrina, Ljubljana, 2022

### Monografije
- Ekspresionizem. Ljubljana: DZS, 1986. (COBISS)
- Literatura (soavtor). Ljubljana: Cankarjeva založba, 1984. (COBISS)
- Teorija drame. Ljubljana: DZS, 1998. (COBISS)
- Svet književnosti 4 (soavtor), 2003, 2013
- Primerjalni članki. Ljubljana: Znanstvenoraziskovalni inštitut Filozofske fakultete, 2006. (COBISS)
- Treba se je odločiti: kratki spisi o dramatiki in gledališču, 2025

### Izbrani prevodi
- Wilhelm Hauff: Pravljica. Ljubljana: Mladinska knjiga, 1967. (COBISS)
- Klaus Mann: Mefisto: roman o karieri. Ljubljana: Mladinska knjiga, 1984. (COBISS)
- Ivo Andrić: Znamenja: novele. Ljubljana: DZS, 1963. (COBISS)
- Johann Wolfgang von Goethe: Stella: tragedija. Ljubljana: Radio Slovenija, Uredništvo igranega programa, 1992. (COBISS)
- Edward Gordon Craig: O gledališki umetnosti. Ljubljana: Mestno gledališče ljubljansko, 1995. (COBISS)

### Avtor dodatnega besedila
- Slavko Grum: Goga, čudovito mesto. Ljubljana: Mladinska knjiga, 1987. (COBISS)
- Slavko Grum: Dogodek v mestu Gogi. Ljubljana: DZS, 1993. (COBISS)
- Slavko Grum: Pisma Joži. Maribor: Obzorja, 2001. (COBISS)
- Barbara Orel: Igra v igri. Ljubljana: Mestno gledališče ljubljansko, 2003. (COBISS)
- Dušan Jovanović: Svet je drama. Ljubljana: Mladinska knjiga, 2007. (COBISS)
- Erika Fischer Lichte: Estetika performativnega. Ljubljana: Študentska založba, 2008. (COBISS)

### Uredniško delo
- Slavko Grum: Zbrano delo. Ljubljana: DZS, 1976. (COBISS)

### Izbrani članki in sestavki
- Sodobna slovenska dramatika (1945–2000). Slavistična revija 53/2 (2005). 101–117. (COBISS)
- Aktantski modeli. Primerjalna književnost 21/1 (1998). 21–34. (COBISS)
- Drama in prostor. Primerjalna književnost 21/2 (1998). 75–96. (COBISS)
- Od Preglja do Gruma: (slovenski ekspresionistična dramatika). Slavistična revija 47/1 (1999). 1–22. (COBISS)
- Maeterlinkov model moderne drame: simbolistična dramska tehnika. Primerjalna književnost 22/2 (1999). 13–33. (COBISS)
- Kako pisati nacionalno zgodovino drame?. Primerjalna književnost 25/1 (2002). 96–104. (COBISS)
- Srednja Evropa in slovenska literatura. Sodobnost 69/4 (2005). 353–368. Arhivirano 2016-03-16 na Wayback Machine. (COBISS)
- Dnevnik in pismo kot modela slovenske kratke proze med vojnama. Slavistična revija 54/2 (2006). 205–220. (COBISS)
- Futurizem. Primerjalna književnost 17/2 (1994). 53–62. (COBISS)